# 4-ホルミルベンゼンスルホン酸デヒドロゲナーゼ
4-ホルミルベンゼンスルホン酸デヒドロゲナーゼ（4-formylbenzenesulfonate dehydrogenase）は、2,4-ジクロロ安息香酸分解酵素の一つで、次の化学反応を触媒する酸化還元酵素である。 
4-スルホベンズアルデヒド + NAD+ + H2O {\displaystyle \rightleftharpoons } 4-スルホ安息香酸 + NADH + 2 H+
反応式の通り、この酵素の基質は4-スルホベンズアルデヒドとNAD+と水、生成物は4-スルホ安息香酸とNADHとH+である。
組織名は4-formylbenzenesulfonate:NAD+ oxidoreductaseである。